# Michaił Anaszkin
Michaił Borisowicz Anaszkin (ros. Михаил Борисович Анашкин; ur. 6 listopada?/19 listopada 1901 we wsi Komskoje w okręgu minusińskim w guberni jenisejskiej (obecnie w rejonie nowosiołowskim w Kraju Krasnojarskim), zm. 23 stycznia 1951 w Moskwie) – radziecki generał porucznik, Bohater Związku Radzieckiego (1945).

## Życiorys
Do 1911 skończył 4 klasy szkoły wiejskiej, od listopada 1919 do marca 1920 był w oddziale partyzanckim w guberni jenisejskiej, brał udział w walkach przeciw wojskom Kołczaka, następnie wstąpił do regularnej Armii Czerwonej i od marca do sierpnia 1920 walczył w wojnie domowej. 
Uczestniczył w wojnie z Polską.
W grudniu 1920 po ukończeniu szkoły dywizjonowej został dowódcą plutonu i wkrótce potem dowódcą kompanii, walczył z wojskami Stanisława Bułak-Bałachowicza, powstańcami z Kronsztadu (w marcu 1921 był ranny w rękę) i zbrojnymi ugrupowaniami nad dolną Wołgą. W latach 1924–1926 uczył się w szkole piechoty w Smoleńsku, w 1927 ukończył szkołę piechoty w Riazaniu, w 1929 kursy wojskowo-polityczne w Moskwie, a w 1936 Akademię Wojskową im. Frunzego. W 1929 brał udział w konflikcie o Kolej Wschodniochińską, 1936-1937 pracował w sztabie korpusu piechoty w Dniepropietrowsku, a 1937-1938 w sztabie dywizji piechoty w Charkowie. 1 sierpnia 1938 podczas stalinowskich czystek w armii został aresztowany pod prawdopodobnie fałszywymi zarzutami i uwięziony do 27 lutego 1939. Po zwolnieniu przywrócono go do służby i przydzielono mu w kwietniu 1939 stanowisko wykładowcy taktyki w Akademii Wojskowej im. Frunzego, a w kwietniu 1941 szefa sztabu dywizji piechoty w Moskiewskiego Okręgu Wojskowego.
Po ataku Niemiec na ZSRR walczył na Froncie Briańskim (sierpień-listopad 1941 i kwiecień-lipiec 1942), Południowo-Zachodnim (listopad 1941-kwiecień 1942 i październik 1942-luty 1943) i Woroneskim (lipiec-październik 1942), od września 1941 jako dowódca dywizji piechoty. Brał udział m.in. w bitwie pod Stalingradem. Od lutego do maja 1943 dowodził korpusem piechoty na Froncie Południowo-Zachodnim, później na Froncie Stepowym (lipiec-październik 1943), 2 (październik 1943-luty 1944) i 3 Ukraińskim (luty-maj 1944) oraz 1 Białoruskim (od maja 1944). 9 stycznia 1942 mianowano go pułkownikiem, a 15 stycznia 1943 generałem majorem. Uczestniczył m.in. w operacji biełgorodzko-charkowskiej, połtawsko-krzemieńczuckiej, bierieznjegowato-snigiriowskiej, odeskiej, białoruskiej, brzesko-lubelskiej, warszawsko-poznańskiej, pomorskiej i berlińskiej. 17 stycznia 1945 na czele 129 Korpusu Piechoty wraz z ludowym Wojskiem Polskim wkroczył do Warszawy od północnego zachodu, następnie do 23 stycznia wraz z innymi jednostkami Armii Czerwonej zajął Gąbin, Gostynin, Kowal i Bydgoszcz. 11 lipca 1945 otrzymał stopień generała porucznika. 
Po wojnie dowodził korpusem piechoty w Grupie Wojsk Radzieckich w Niemczech, później wykładał w Wyższej Akademii Wojskowej, w lipcu 1946 zakończył służbę w armii. 
Został pochowany na Cmentarzu Nowodziewiczym. Jego imieniem nazwano ulice w kilku miejscowościach.

## Odznaczenia
- Złota Gwiazda Bohatera Związku Radzieckiego (6 kwietnia 1945)
- Order Lenina (dwukrotnie - 21 lutego 1945 i 6 kwietnia 1945)
- Order Czerwonego Sztandaru (czterokrotnie - 14 lutego 1943, 22 lutego 1943, 27 marca 1943 i 3 listopada 1944)
- Order Kutuzowa I klasy (23 sierpnia 1944)
- Order Bohdana Chmielnickiego I klasy (29 maja 1945)
- Order Suworowa II klasy (20 grudnia 1943)
- Medal „Za zasługi bojowe”
- Medal „Za wyzwolenie Warszawy”
- Medal „Za zdobycie Berlina”
- Medal „W upamiętnieniu 800-lecia Moskwy”
- Medal jubileuszowy „30 lat Armii Radzieckiej i Floty”
- Legia Zasługi (USA)